# Vasatrampet
Vasatrampet är ett av Sveriges största motionslopp på cykel. Start och mål är i Vasaloppsmålet i Mora.
Det första Vasatrampet genomfördes 20 augusti 1995 och då kom 243 cyklister av 286 anmälda i mål. 2005 kom 520 i mål. 